# Viloria de Rioja
Viloria de Rioja ist ein Ort und eine nordspanische Gemeinde mit nur noch 37 Einwohnern (Stand: 2024) am Jakobsweg (Camino Francés) im Osten der Provinz Burgos der Autonomen Region Kastilien-León. Die Gemeinde gehört zur bevölkerungsarmen Serranía Celtibérica.

## Lage und Klima
Der Ort Viloria de Rioja liegt am Río San Julián nördlich der Sierra de la Demanda an der Grenze zur Autonomen Region La Rioja in einer Höhe von ca. 800 m; bis zur Provinzhauptstadt Burgos sind es etwa 55 km (Fahrtstrecke) in westlicher Richtung, die Stadt Logroño liegt ca. 60 km östlich. Das Klima im Winter ist rau, im Sommer dagegen eher trocken und warm; Regen (ca. 630 mm/Jahr) fällt überwiegend im Winterhalbjahr.

## Bevölkerungsentwicklung
| Jahr      | 1857 | 1900 | 1950 | 2000 | 2018 |
| Einwohner | 234  | 231  | 215  | 71   | 42   |

Die Mechanisierung der Landwirtschaft und die Aufgabe von bäuerlichen Kleinbetrieben haben in der zweiten Hälfte des 20. Jahrhunderts zu einem deutlichen Bevölkerungsschwund geführt.

## Wirtschaft
Die Landwirtschaft, zu der auch ein wenig Viehzucht (z. B. Schweine, Hühner) gehörte, spielte seit jeher die wichtigste Rolle für die Bevölkerung der Region; im Ort selber entwickelten sich in kleinem Umfang auch Handwerk, Handel und Dienstleistungsgewerbe. Mehrere Häuser des Ortes werden heutzutage als Ferienwohnungen (casas rurales) vermietet.

## Geschichte
Funde aus keltischer, römischer, westgotischer und selbst aus islamisch-maurischer Zeit wurden auf dem Gemeindegebiet bislang nicht gemacht. Man nimmt an, dass die Gründung des Ortes sowie die der anderen Dörfer in der Umgebung auf das Betreiben des zweiten Grafen Kastiliens, Diego Rodríguez Porcelos (reg. 873–885), zurückgeht, der sich – nach der Zurückdrängung der Mauren – stark um die Wiederbesiedlung (repoblación) der Gegend bemühte. Erstmals erscheint der Ortsname in einer Urkunde des Jahres 1028. Von 1035 bis 1054 gehörte der Ort zum Einflussbereich des Königreichs Navarra.

## Sehenswürdigkeiten
- Die einschiffige Iglesia de Nuestra Senora de la Asunción ist der Himmelfahrt Mariens geweiht. Sie besteht aus zwei Teilen – dem aus Ziegelsteinen im Mudéjar-Stil errichteten Ursprungsbau und einer in Fachwerktechnik erbauten Westerweiterung mit Südvorhalle (portico).[5][6]
- In der zerstörten, aber im 20. Jahrhundert erneuerten Casa de Santo Domingo soll im Jahr 1019 Domingo de la Calzada geboren worden sein.